# Rouge Capucine
 (janvier 2021).
Pour les articles homonymes, voir Capucine.
 (janvier 2021).
La mise en forme du texte ne suit pas les recommandations de Wikipédia : il faut le « wikifier ».
Les points d'amélioration suivants sont les cas les plus fréquents. Le détail des points à revoir est peut-être précisé sur la page de discussion.
- Les titres sont pré-formatés par le logiciel. Ils ne sont ni en capitales, ni en gras.
- Le texte ne doit pas être écrit en capitales (les noms de famille non plus), ni en gras, ni en italique, ni en « petit »…
- Le gras n'est utilisé que pour surligner le titre de l'article dans l'introduction, une seule fois.
- L'italique est rarement utilisé : mots en langue étrangère, titres d'œuvres, noms de bateaux, etc.
- Les citations ne sont pas en italique mais en corps de texte normal. Elles sont entourées par des guillemets français : « et ».
- Les listes à puces sont à éviter, des paragraphes rédigés étant largement préférés. Les tableaux sont à réserver à la présentation de données structurées (résultats, etc.).
- Les appels de note de bas de page (petits chiffres en exposant, introduits par l'outil «  Source ») sont à placer entre la fin de phrase et le point final[comme ça].
- Les liens internes (vers d'autres articles de Wikipédia) sont à choisir avec parcimonie. Créez des liens vers des articles approfondissant le sujet. Les termes génériques sans rapport avec le sujet sont à éviter, ainsi que les répétitions de liens vers un même terme.
- Les liens externes sont à placer uniquement dans une section « Liens externes », à la fin de l'article. Ces liens sont à choisir avec parcimonie suivant les règles définies. Si un lien sert de source à l'article, son insertion dans le texte est à faire par les notes de bas de page.
- La présentation des références doit suivre les conventions bibliographiques. Il est recommandé d'utiliser les modèles {{Ouvrage}}, {{Chapitre}}, {{Article}}, {{Lien web}} et/ou {{Bibliographie}}. Le mode d'édition visuel peut mettre en forme automatiquement les références.
- Insérer une infobox (cadre d'informations à droite) n'est pas obligatoire pour parachever la mise en page.

Pour une aide détaillée, merci de consulter Aide:Wikification.
Si vous pensez que ces points ont été résolus, vous pouvez retirer ce bandeau et améliorer la mise en forme d'un autre article.
Rouge Capucine est une fiction télévisuelle suisse réalisée par Michel Soutter et diffusée en 1984.

## Synopsis
Un chanteur sur le point de participer à une émission de variétés à la télévision suisse romande se remémore sa mère italienne et Irène une star dont il était amoureux et qui va raconter sa vie de solitude et de désillusions. Les souvenirs du chanteur sont entrecoupés par la vision de sa fille, camerawoman sur le plateau de l'émission. 

## Fiche technique
- Titre  original : Rouge Capucine
- Réalisation : Michel Soutter, assisté de Christian Bech et Anne-Marie Fallot
- Scénario : Armand Deladoey et Michel Soutter
- Script : Heidi Arni
- Producteur : TSR Genève (Raymond Vouillamoz)
- Directeur de la production :  François Roch
- Musique du film :  Jacques Weber
- Son : Jacques Weber, Michel Morier, Michel Berger, Alain Trude, Charles Busset, Edgar Biondina
- Directeur de la photographie : Claude Egger
- Assistants photo: Michel Siebenmann, Jean-Pierre Jordan, Christian Karcher, Alexandre Gross (cadreurs)
- Création des décors :  Paul Waelti, Bernard Garcia (accessoiriste),  Marie-Jo Saxod
- Costumes: Micheline Tercier
- Maquillage : Helen Bloch, Sonia Schmid, Jocelyne Blanckenstijn
- Pays d'origine :  Suisse
- Format : Couleurs - Vidéo
- Genre : Fiction
- Durée : 59 minutes
- Public adulte
- Date de sortie :  Suisse : 24 octobre 1984